# 니제르의 행정 구역

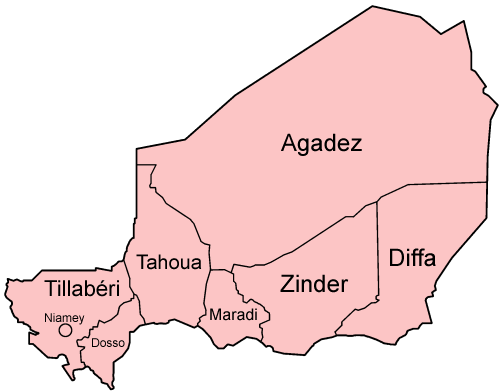
니제르의 행정 구역

니제르는 7개 주와 1개 특별시로 구성되어 있으며 이들 주는 다시 36개 현과 265개 코뮌으로 나뉜다.

## 행정 구역 목록
- 니아메 (특별시)
- 도소주
- 디파주
- 마라디주
- 아가데즈주
- 진데르주
- 타우아주
- 틸라베리주